# María Monserrath Sobreyra Santos
María Monserrath Sobreyra Santos (15 de marzo de 1993, Nicolás Romero, Estado de México, México) es una abogada y política mexicana afiliada al Partido Revolucionario Institucional. Fue una de las legisladoras más jóvenes de la Cámara de Diputados de México ya que se volvió diputada a los 22 años de edad.

## Trayectoria Legislativa
Fue Diputada Federal en la Cámara de Diputados de México por el principio de Mayoría Relativa en el Distrito electoral federal 4 de estado de México en la LXIII Legislatura del Congreso de la Unión de México.